# Rebecca's Wedding Day
Rebecca's Wedding Day er en amerikansk stumfilm fra 1914 af George Nichols.

## Medvirkende
- Phyllis Allen
- Roscoe 'Fatty' Arbuckle
- Minta Durfee
- Billy Gilbert